# Antoinette de Loynes
Antoinette de Loynes, (1505-1567), épouse de Lubin d'Allier puis de Jean de Morel, est une humaniste, salonnière et poètesse.

## Biographie
Fille de Geneviève le Boulanger et de François de Loynes — parfois orthographié de Luynes — (ami intime de Guillaume Budé), elle reçoit une éducation soignée.
En premières noces, elle avait épousé Lubin d'Allier — parfois orthographié Dallier — gentilhomme normand et homme de robe (magistrat), avec qui elle eut une fille Marie d'Allier qui épousa le lecteur royal (nom donné autrefois aux professeurs du Collège de France) d’hébreu Jean Mercier , ; et un fils Joachim d'Allier qui pourrait être le filleul de Joachim du Bellay. Joachim d'Allier a échangé de nombreuses lettres avec son beau-père Jean de Morel.
Veuve, elle s'est remariée à Jean de Morel. Elle était amie de Marguerite de Navarre, la sœur de François Ier. Avec son époux et leurs trois filles Camille, Lucrèce et Diane, dites « Les trois perles du seizième siècle », elle tenait dans les années 1550-1555 un salon littéraire rue Pavée (actuelle rue Séguier, proche de saint-André-des-Arts),.
Le salon des Morel, qualifié par Pierre de Nolhac de premier salon littéraire de Paris, était fréquenté par des poètes et humanistes (Salmon Macrin, Joachim du Bellay, Pierre de Ronsard, George Buchanan, Michel de L'Hospital, Scévole de Sainte-Marthe, Nicolas Denisot…),. La maison des champs de la famille est évoquée dans une lettre de Joachim du Bellay qui, en familier de la maison et ami du père de famille, parle affectueusement de « nostre Camille » ; une autre preuve de l'amitié de du Bellay et de la réputation de la famille de Morel auprès de la Cour se trouve dans l'en-tête Au Lecteur de l'Épithalame que du Bellay souhaitait leur voir interpréter lors du mariage du prince Emmanuel-Philibert de Savoie et de Marguerite de France. Le poète et humaniste gantois Charles Utenhove a été le précepteur des trois filles et de leur frère Isaac, qui aurait dû aussi participer à la mise en scène prévue par du Bellay ; la mort de Henri II la veille du mariage a empêché toute réjouissance.
Isaac de Morel a eu un destin tragique, enlevé et emmené en Écosse.

## Œuvres

### Poésies
Tombeau de Marguerite de Valois Royne de Navarre : Antoinette de Loynes a contribué à ce recueil collectif par une partie de la traduction des distiques latins de Anne, Marguerite et Jeanne Seymour, filles du duc de SomersetTraductions de quelques distiques, et par quelques poèmes personnels dont ce Sonnet 
Epitaphe sur le trespas du Roy Treschrestien Henri Roy de France, II de ce nom, en douze langues. À treshault et trespuissant prince
Philippe Roy d'Espaigne. Aultres epitaphes par plusieurs Auteurs sur le trespas du mesme Roy. Paris, Robert Estienne, 1560. Recueil collectif dans lequel elle a écrit un sizain en latin Credita qua Phœbi Delus fuit Ínfula nutrix… sous son nom latinisé : Antonia Deloina, sizain traduit en grec par sa fille Camille.
Dans les Epitaphes sur le trespas de Joachim du Bellay Angevin, Poete Latin et Francois (Paris, Robert Estienne, 1560) Antoinette de Loynes a écrit un sonnet : D'où vient que quand je pense à la Muse gentille …/….
Un autre tombeau poétique auquel Antoinette de Loynes a contribué porte le titre de Naeniae (chants funèbres). Le poète Jean Salmon Macrin a perdu son épouse Guillonne Boursault, qu'il avait chantée sous le nom de Gélonis. Lui-même et ses amis ont célébré la mémoire de la jeune femme ; Antoinette de Loynes en était.

### Correspondance et Traductions
Une lettre de Antoinette de Loynes à Michel de l'Hospital  (lettre rédigée en latin et où elle traduit les Vers dorés de Pytagore de grec en latin) est citée dans 		 La Plume et la tribune : Michel de l'Hospital et ses discours (1559-1562) suivi de l'édition du "De initiatione Sermo" (1559) et des "Discours de Michel de L'Hospital" (1560-1562) — Loris Petris  (Librairie Droz — Travaux d'Humanisme et Renaissance), et dans la revue Persée.

## Postérité
Camille de Morel dans le recueil collectif Tumulus (Tombeau de Jean de Morel) a composé des poèmes en mémoire de ses parents et de ses sœurs Lucrèce et Diane.